# Udbryderparti
Et udbryderparti er et politisk parti, dannet af personer som er uenige med det parti de før var i.

## Udbryderpartier i dansk politik
Fra Venstre
Det parti der først brød ud fra Venstre, var Venstrereformpartiet i 1895.
Derefter brød Det Radikale Venstre ud fra Venstrereformpartiet i 1905, og nogle år efter gik Venstrereformpartiet igen ind i Venstre.
I 1963 brød en udbrydergruppe fra Det Radikale Venstre ud og dannede Fredspolitisk Folkeparti. Fredspolitisk Folkeparti opstillede ved folketingsvalget 1964.
I 1918 brød Erhvervspartiet (1) ud fra Venstre og i 1922 brød Det frisindede Landsparti ud fra Erhvervspartiet.
Der har været flere partier der hed "De Uafhængige", to af dem brød ud fra Venstre.
Det ene i 1934 og det andet i 1953.
I 1965 brød Liberalt Centrum så ud fra Venstre, baseret på forummet "Liberal Debat".
Flere lokale partier og lister er opstået som udbrydere fra Venstre bl.a. Kolding-Listen i 2001, Borgerligt Alternativ (Hørsholm) i 2005, og det kendte Velfærdsparti med Peter Brixtofte i spidsen. 
I medierne det omtalte Liberalisterne (uoff. navn) udbrudt 2005, der mente at Fogh førte socialdemokratisk politik.
I 2021 bekendtgjorde tidligere statsminister Lars Løkke Rasmussen, at han agtede at danne et nyt parti Moderaterne efter at han ved nytårstid samme år havde forladt Venstre, som han havde været medlem af i årtier.
Fra Socialdemokratiet
Det første parti der brød ud fra Socialdemokratiet var Det Revolutionære Socialistiske Arbejderparti i 1889.
Derefter var det Det Uafhængige Socialdemokrati i 1918, Frie Socialdemokrater i 1920, og i nyere tid Centrum-Demokraterne i 1973 med Erhard Jakobsen i spidsen der var træt af at høre på Anker Jørgensens "til venstre for midten" . Fra CD brød i 1978 ErhvervsPartiet (2) ud, og i 1992 Dansk Center Parti (Reformpartiet af 1992).
Fra Danmarks Kommunistiske Parti
Allerede i 1957 brød Danmarks Socialistiske Parti ud fra DKP, mest kendt blev dog tidligere DKP-formand Aksel Larsens SF fra 1959, officielt stiftet pga. DKPs forhold til Sovjet og invasionen af Ungarn, selv om det sidste lå tre år tilbage i tiden. Ud fra SF brød i 1967 Venstresocialisterne og fra VS brød i 1984 Internationale Socialister ud.
Fra Højre
Det første udbryderparti fra Højre var De Frikonservative der allerede i 1899 brød ud. I 1917 brød Det Nye Højre ud fra Højre. 
Fra Højre udbrød i 1915 Det Konservative Folkeparti der ikke var enig med Estrup, og Højre opløstes så senere. 
I 1920 brød Centrum så ud fra Det Konservative Folkeparti og senere i 1976 meldte en MF'er sig ud og repræsenterede så i stedet De Moderate det sidste af valgperioden.
Fra Fremskridtspartiet
I 1984 brød De Frie Demokrater ud, men hurtigt opløst igen, allerede i 1986.
Da Glistrup blev ekskluderet, dannede han sit eget parti "Trivselspartiet" i 1990, der opstillede sammen med Fælles Kurs til folketingsvalg men nåede ikke over spærregrænsen.
Den nok mest kendte udbryder fra Fremskridtspartiet var Pia Kjærsgaards Dansk Folkeparti (2) i 1995, der en tid var Folketingets næststørste parti. I år 2000 brød Inge Refshauge ud fra DF og dannede Demokratisk Folkeparti der mente af DF var for topstyret og udemokratisk. 
I 1999 brød Frihed 2000 ud fra Fremskridtspartiet og i 2000 brød Det Liberale Højre også ud fra Fremskridtspartiet. I 2006 brød Folkebevægelsen Ret- & Velfærd ud af Fremskridtspartiet.
Fra Alternativet
I 2020 brød Frie Grønne ud fra Alternativet.
Fra Folkebevægelsen mod EU
I 1992 brød JuniBevægelsen ud fra Folkebevægelsen mod EU (dengang EF).
JuniBevægelsen ville ikke arbejde for at få Danmark ud af EU, men gøre mere for at EU ikke fik en så stor betydning i Danmark.
Fra DNSAP
I 1941 brød Dansk Folkeparti (1) ud fra Danmarks Nationalsocialistiske Arbejderparti og senere, i 1943 brød Nationalt Folkeparti ud fra Dansk Folkeparti (1).
Fra De Nationalliberale
Allerførst i dansk politik brød i 1860 De Uafhængige (1) ud fra De Nationalliberale.